# L'Artigassa
L'Artigassa és una muntanya de 1.324 metres que es troba al municipi de Sant Julià de Cerdanyola, a la comarca catalana del Berguedà.